# Гизо II
Гизо II (на немски: Giso II; * пр. 1049; † 1073) е граф от род Гизони около Марбург в Хесен.

## Биография
Той произлиза от граф Гизо I, родоначалникът на род Гизони.
Гизо II е в тесния кръг около император Хайнрих IV. През 1070 г. той участва с граф Адалберт фон Шауенбург и Егено I фон Конрадсбург в заговор против баварския херцог Ото Нортхаймски. През лятото на 1073 г. Ото Нортхаймски е ръководител на саксонското въстание против салическата династия. Неговите последователи нахлуват в Хесен, завладяват замъка на Гизоните Холенде и убиват Гизо, Адалберт и четиримата сина на Адалберт.